# Gerloffsche Villa (Braunschweig)

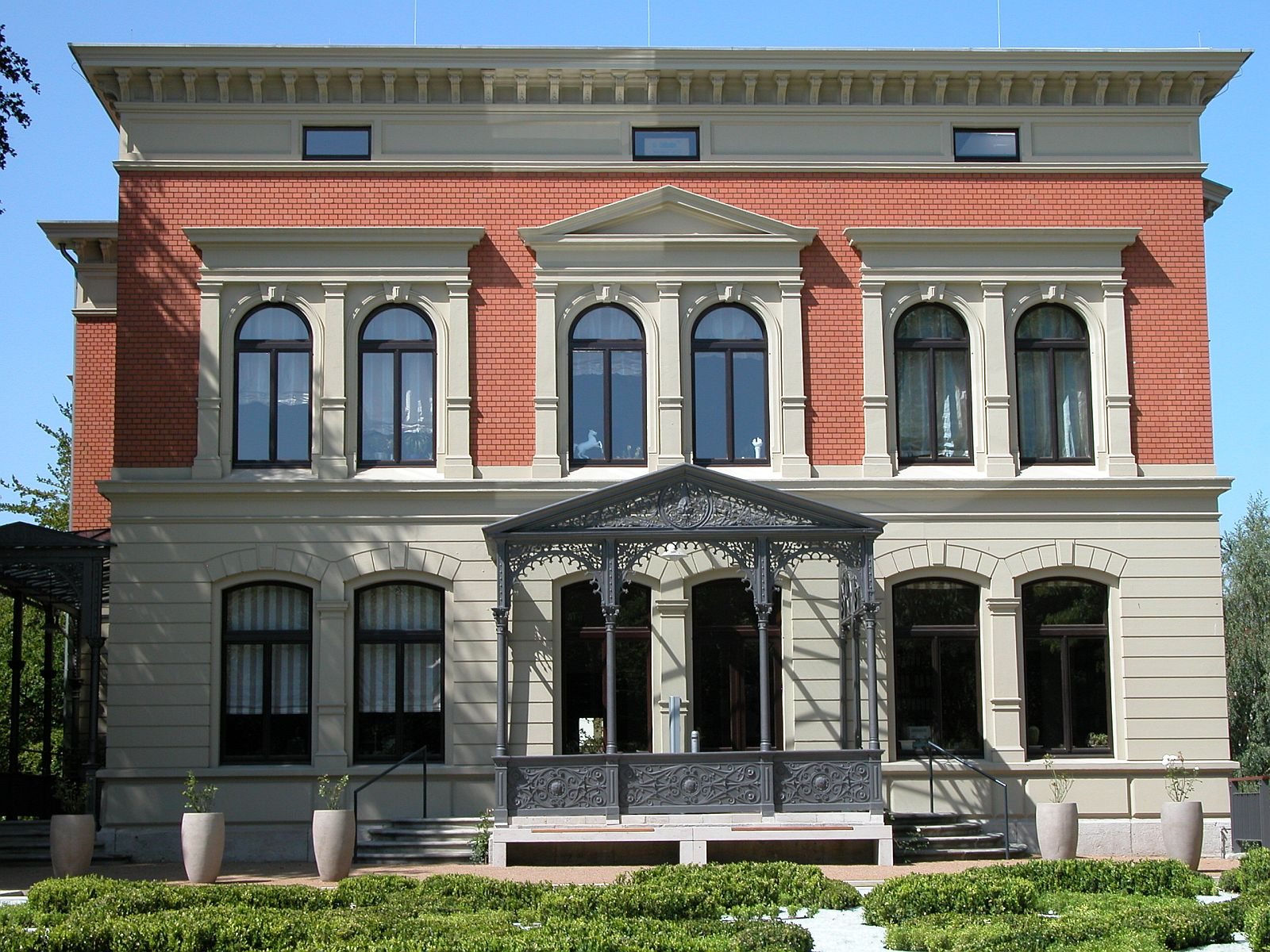
Ansicht vom Löwenwall

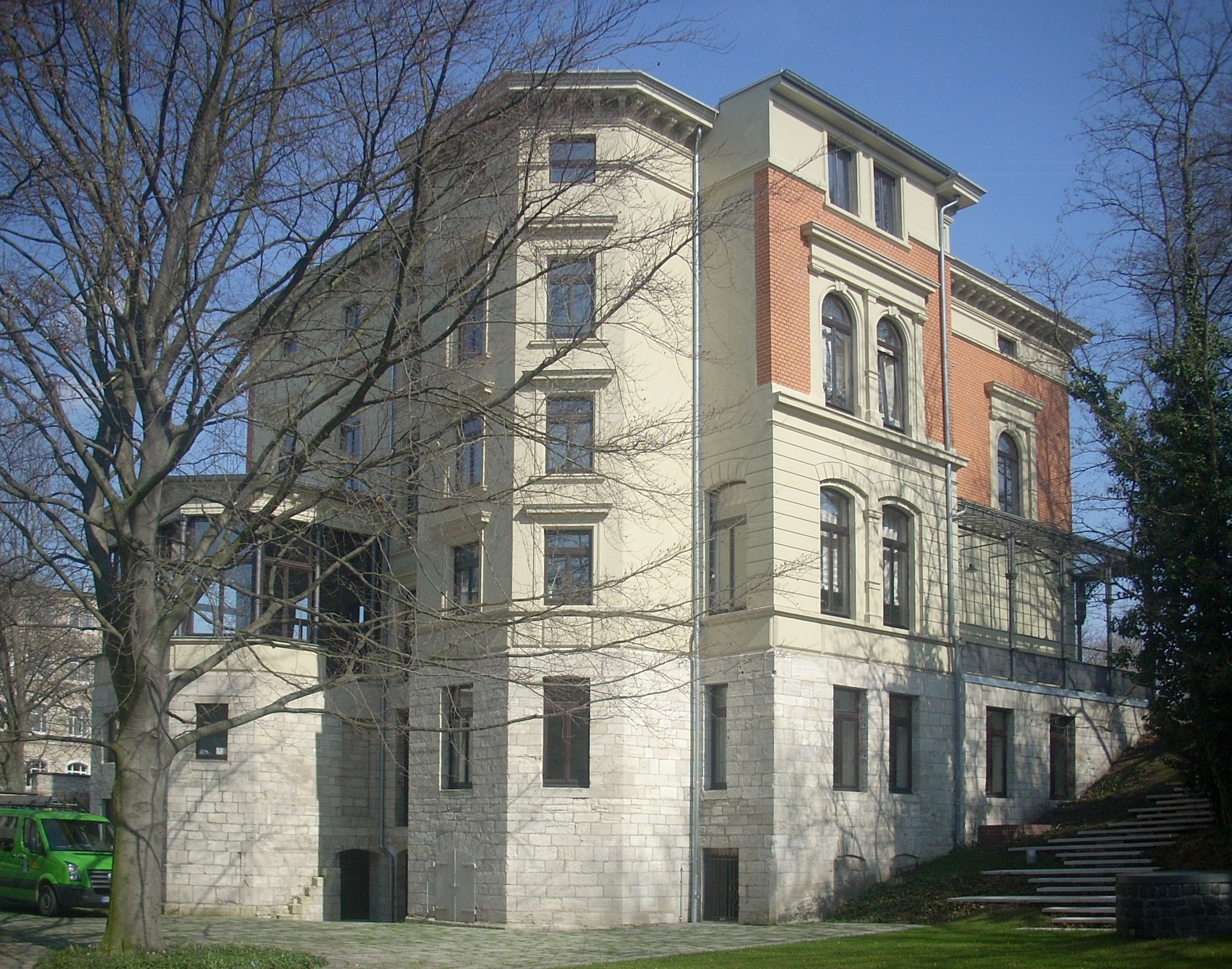
Gartenseite am Hang zum Magniviertel

Die Gerloffsche Villa, auch Villa Gerloff, seit 2006 Haus der Braunschweigischen Stiftungen, ist eine Villa auf dem Löwenwall 16 in Braunschweig. Der großbürgerliche Repräsentationsbau von 1888/89 befindet sich im nordwestlichen Bereich des Löwenwalls (bis 1904 Monumentplatz) und grenzt mit dem Grundstück an die Gaußschule. Die Villa steht unter Denkmalschutz.

## Entstehungsgeschichte
Um 1820 erwarb ein „Langerfeldt“, wahrscheinlich der Kaufmann und Finanzrat Friedrich Langerfeldt, eines der auf dem heutigen Löwenwall neu angelegten Grundstücke.
Georg Ernst Ludwig (Louis) Gerloff (14. Januar 1845–24. Dezember 1927), Zuckergroßhändler in Braunschweig, kaufte 1880 ein heute dort nicht mehr erhaltenes Sommerhaus im südöstlichen Grüngürtel der Stadt auf einem Teil der zu Beginn des 19. Jahrhunderts geschleiften ehemaligen Befestigungsanlagen der Stadt. Dieses Sommerhaus war das erste Haus, das auf dem Löwenwall errichtet wurde. 1888/89 ließ Gerloff für sich und seine achtköpfige Familie die heute nach ihm benannte Villa bauen. Architekt war Stadtbaurat Ludwig Winter, ein Verwandter Gerloffs. Die Gründerzeitvilla war ein ungewöhnlicher Bau zu ihrer Zeit. Das Haus steht auf einem stark abschüssigen, ehemaligen Wall der Braunschweiger Verteidigungsanlagen. Nach vorn, zur Schauseite hin, sind nur zwei Etagen und ein Mezzaningeschoss sichtbar, nach hinten sind es jedoch fünf Etagen. Die Baumaterialien wurden von hinten auf das Grundstück transportiert. Dazu erwarb Gerloff einige der rückwärtigen Grundstücke am Klint, ließ deren Bewohner temporär ausquartieren und die dortigen Wohnhäuser abreißen. Anschließend wurde das Baumaterial angeliefert. Nach Abschluss der Bauarbeiten wurden neue Häuser errichtet und die Bewohner konnten wieder einziehen.

## Architektur

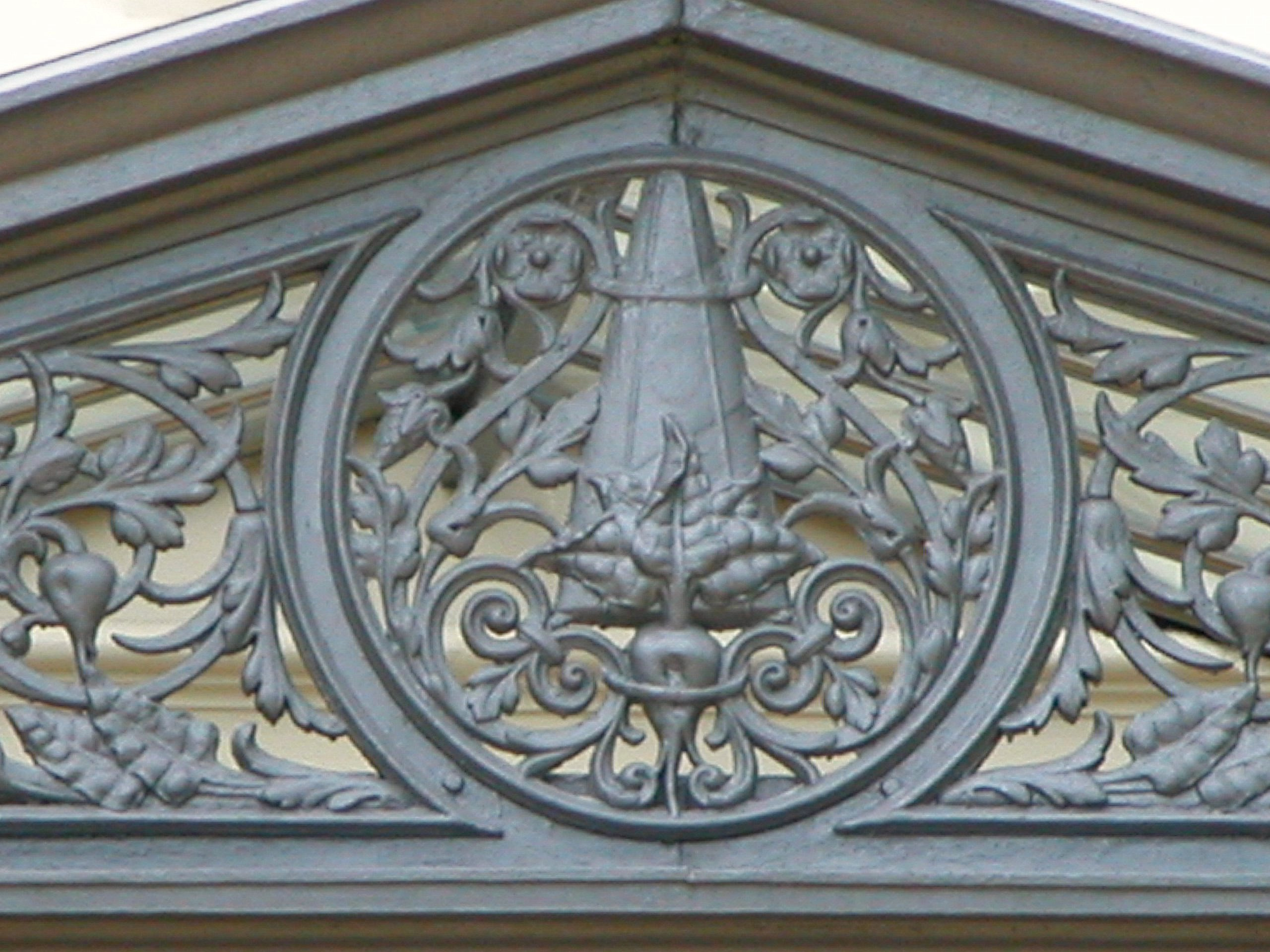
Zuckerhut und Zuckerrübe

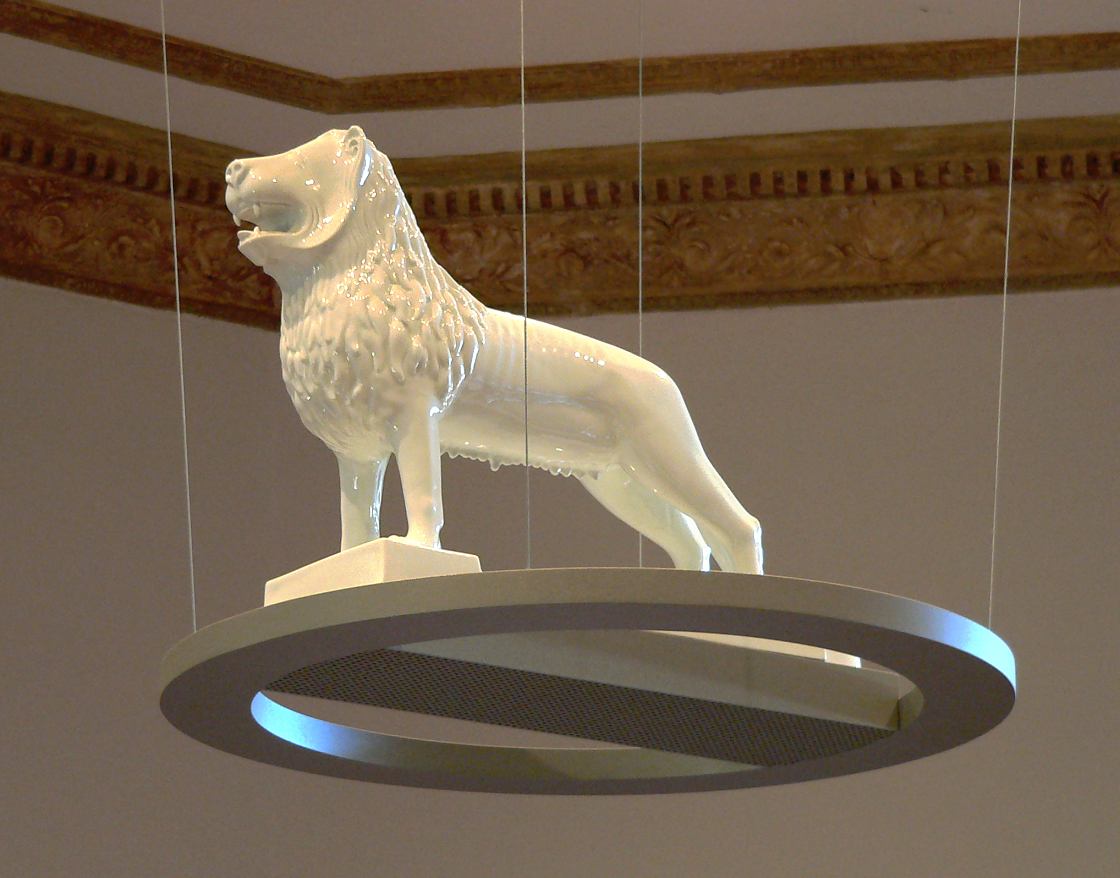
Im oktogonalen Vestibül der Villa hängt der Braunschweiger Löwe aus Fürstenberger Porzellan von der Decke.

Entsprechend aufwändig und nach außen und innen auf Wirkung berechnet ist die Villa selbst. Die Schauseite weist südöstlich zum Löwenwall. Die Hangseite ist als Garten- und Lieferantenseite angelegt und weist zum Magniviertel.
Der Baustil ahmt Vorbilder der italienischen Renaissance nach. Über dem Erdgeschoss aus weißem Stein mit einer vorgestellten Loggia liegt die ziegelrote Bel Etage mit drei rundbogigen, weiß eingefassten Fensterpaaren, von denen das mittlere durch einen flachen Dreiecksgiebel hervorgehoben ist. Darüber folgt ein halbhohes Zweckgeschoss mit Personal- und Wirtschaftsräumen, darüber das ungewöhnliche italienisierende Flachdach. Die gusseisernen Verzierungen der Loggia und des Zugangs zur linken Seitentür zeigen Pflanzenornamentik. Den Repräsentationswillen des Erbauers bezeugen Zuckerhut und Zuckerrübe im Giebel der Loggia und das Monogramm L.G. im Giebel des Seitenzugangs. Auf der Rückseite des Hauses befanden sich im Souterrain Nebenräume und eine – heute noch erhaltene – Remise für eine Kutsche.
Auch die Innengestaltung, zu beträchtlichen Teilen bis heute erhalten, ist auf Großzügigkeit angelegt. Eine achteckige, mit dunklem, reich geschnitztem Holz vertäfelte Diele bildet die Mitte jeder Etage, von der aus die Räume zugänglich sind. Über eine heute noch erhaltene gedrechselte Holztreppe gelangt man in die oberen Stockwerke. Die Wände des Treppenhauses und der Räume sind teilweise mit Holz getäfelt. Die Villa Gerloff war das erste Haus in Braunschweig mit Zentralheizung.
Im oktogonalen Vestibül hängt ein großer Braunschweiger Löwe aus Porzellan der Porzellanmanufaktur Fürstenberg von der Decke. Es existieren nur elf Exemplare dieser Figur, die alle – bis auf ein Reserve-Exemplar – in Institutionen des ehemaligen Landes Braunschweig zu finden sind.

## Nutzungsgeschichte
1976 ging die Villa in das Eigentum der Stadt Braunschweig über. Das Gebäude, zu diesem Zeitpunkt durch Umbauten und Verfall stark geschädigt, wurde aufwändig und stilgerecht restauriert. Von 1983 bis 2003 beherbergte es die Formsammlung des Städtischen Museums sowie einen Teil der städtischen Musikschule.

### Formsammlung der Stadt Braunschweig
1942 gründete der Künstler Walter Dexel seine Sammlung historischer und zeitgenössischer Gebrauchsgegenstände aus Handwerk und Industrie. Die Sammlung war 1953 der Hochschule für Bildende Künste Braunschweig angegliedert, ab 1963 wurde sie im Städtisches Museum Braunschweig aufbewahrt. 1983 schließlich folgte der Umzug in die Villa Gerloff, wo sie bis 2004 blieb.

### Haus der Braunschweigischen Stiftungen
2006 wurde das Gebäude seinem heutigen Zweck übergeben und beherbergt seither als Haus der Braunschweigischen Stiftungen mehrere Stiftungen aus Stadt und Land Braunschweig, darunter die Stiftung Braunschweigischer Kulturbesitz, Die Braunschweigische Stiftung, die Stiftung Residenzschloss Braunschweig, die Braunschweigische Sparkassenstiftung sowie die Bürgerstiftung Braunschweig.